# معبد آناهيتا (كنغاور)
معبد آناهيتا هو أحد الآثار التأريخية الإيرانية من العصرين الأشكاني (البارتي) والساساني المدرجة في القائمة المؤقتة للتراث العالمي فهو أحد أعظم المعالم الحجرية في إيران والعالم والواقع في مدينة كنجاور بمحافظة كرمانشاه ويأتي بالدرجة الثانية بعد تخت جمشيد بحيث كان وما يزال وجهةً للكثير من السائحين المحليين والأجانب وموقعاً أثرياً يقصده علماء الآثار لإجراء بحوث وحفرياتٍ فيه. ويُعتبَر معبد آناهيتا عند الإيرانيين القدامى حارس الماء والذين كانوا يكنون له احتراماً وأهمية خاصة. يبلغ طول قاع هذا المعبد 220 متراً وعرضه 210 أمتار، فيما يتجاوز سمك الجدار المحاط به 18 متراً.

## الموقع الجغرافي
يقع معبد آناهيتا الأثري في مدينة كنكاور بمحافظة كرمانشاه، في طريق همدان – كرمانشاه.

## تأريخ المعبد
أن اناهيتا هي آلهة المياه الجارية، آلهة الجمال، آلهة الخير والبركة في عهد ماقبل الإسلام. بعض المؤرخين العرب والإيرانيين يعتقدون أن البناء يعود للقرن الثالث الهجري ويقولون أن البناء قصر غير مكتمل لخسرو بن برويز. ويعتقد البعض زمن بناءه هو القرن الثالث قبل الميلاد. البعض يقول القرن الأول قبل الميلاد. يقول المنقب سيف الله كامبخش أن البناء يعود للعهود الثلاث الهخامنشي، الأرشكي والساساني. يقول المنقب اذرنوش انه قصر غير مكتمل لخسرو بن برويز أواخر العهد الساساني.

## بناء المعبد
هذا المعبد الأثري كانت تعلوه أعمدة حجرية يبلغ ارتفاع كل عمود 54/2 متراً. ويعود بناء معبد آناهيتا إلى العصرين الاشكاني (البارتي) والساساني. وتتراءى على الأحجار المنحوته والنقوش، علامات ومفردات تعود إلى العهد الساساني. بُنيَّ المعبد على هضبة يصل أقصى ارتفاعها عن باقي الأراضي المجاورة له 32 متراً. معبد آناهيتا مبني على شكل رباعي الأضلاع 209*224 متر وكل ضلع صُمِمَ على شكل صفة يبلغ قطرها 18 متراً. اما في الجانب الجنوبي للمعبد، فتوجد مجموعة سلالم ثنائية يصل طولها إلى 154 متر. ان البناء الخارجي مصنوع من الصخر والطين المغطى بصخور كبيرة ومصفوفة بشكل سُلَّمي، تم استعمال المقابض الحديدية والرصاصية في بعض الأماكن لإتصال أجزاء معينة في البناء.
بما ان ارتفاع جدار البناء هو 20/8 متر، من المؤكد ان عدد درجات السُلَّم أكثر من الموجود حالياً. في القسم الشمالي للبناء هناك صفان من الحجر المصقول التي تدل على ان المدخل بعرض 2 متر. في وسط البناء هناك صفيحة باتجاه شرقي-غربي بطول 93 متر وعرض 30/9 متر وارتفاع بين 3-5 متر. يوجد زوج من السلالم على أطراف الصفيحة الداخلية وكذلك مجموعة من الاعمدة المرصوفة. هذه الأعمدة قصيرة وبقطر كبير.

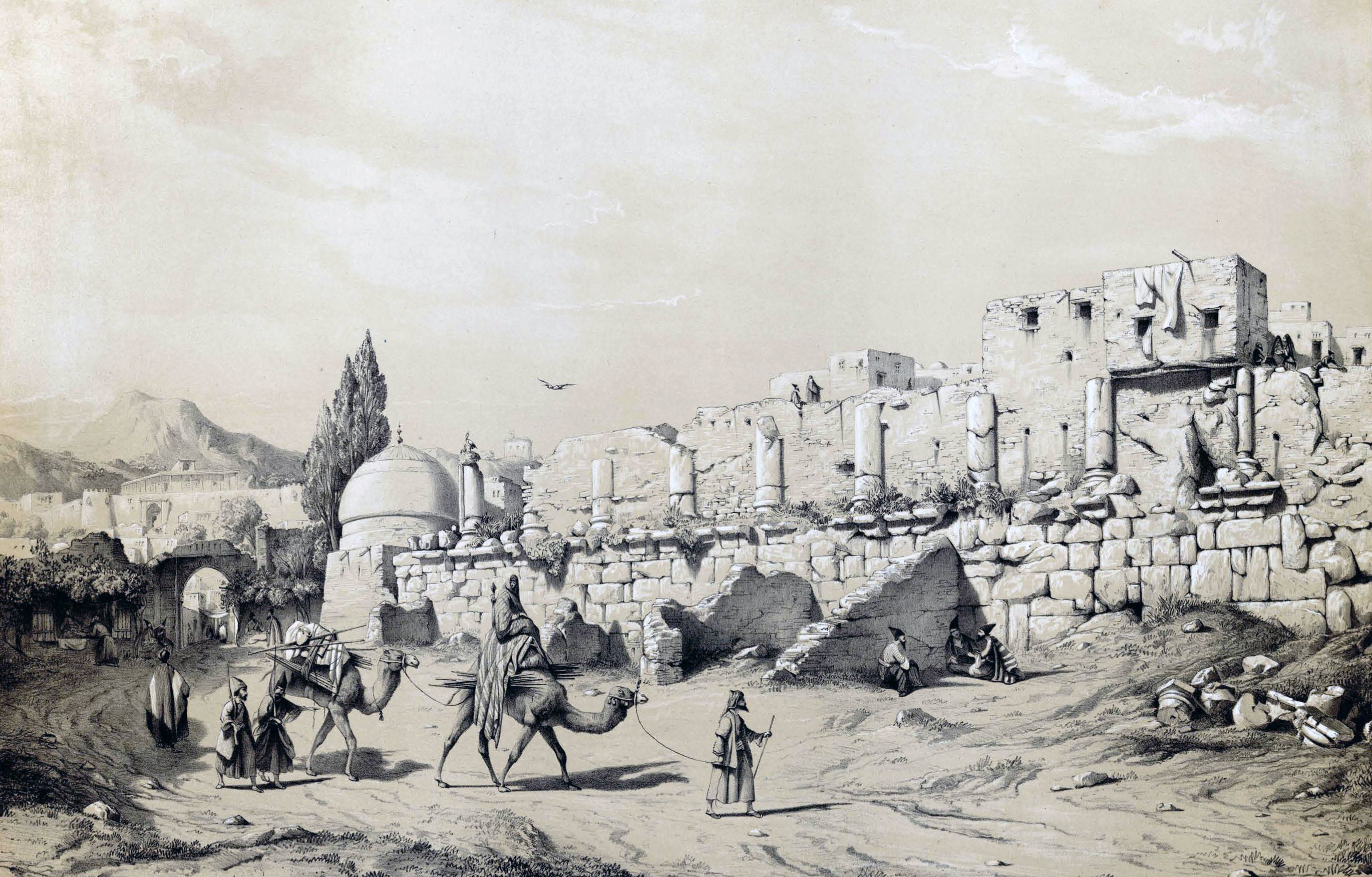
في عهد محمد شاه قاجار

## طالع ايضاً
- معبد أشمون
- معبد الأقصر
- معبد مصري
- معبد الكرنك
- معبد بل